# Castelo Lescombes
O Château Lescombes é um château em Eysines, Gironde, Nouvelle-Aquitaine, na França . O edifício data do século XVII. O pombal foi listado como um monumento histórico em 1992.